# Тарасівський заказник
Тара́сівський зака́зник — орнітологічний заказник місцевого значення в Україні. Розташований у межах Городоцького району Хмельницької області, на схід від села Тарасівка. 
Площа 5,3 га. Статус надано згідно з рішенням сесії обласної ради народних депутатів від 25.12.1992 року № 7. Перебуває у віданні ДП «Ярмолинецький лісгосп» (Сатанівське л-во, кв. 1, вид. 17, 18, 20). 
Статус надано з метою збереження місць гніздування найбільшої в Городоцькому районі колонії чапель. Водяться сіра чапля, руда чапля, велика біла чапля. 
Заказник межує з національним природним парком «Подільські Товтри». 